# 룽산구 (랴오위안시)
룽산구(한국어: 용산구, 중국어: 龙山区, 병음: Lóngshān Qū)는 중화인민공화국 지린성 랴오위안 시의 행정구역이다. 넓이는 257km2이고, 인구는 2007년 기준으로 300,000명이다.

## 행정 구역
8개 가도, 1개 진, 1개 향을 관할한다.
- 가도: 东吉街道, 西宁街道, 南康街道, 北寿街道, 站前街道, 向阳街道, 福镇街道, 新兴街道.
- 진: 寿山镇.
- 향: 工农乡.